# Il tesoro del fiume (film 1936)
Il tesoro del fiume (Old Hutch) è un film del 1936 diretto da J. Walter Ruben. La sceneggiatura, firmata da George Kelly, si basa su Old Hutch Lives Up to It,  un racconto di Garret Smith pubblicato il 28 febbraio 1920 su The Saturday Evening Post.

## Produzione
Le riprese del film, che fu prodotto dalla Metro-Goldwyn-Mayer (MGM), iniziarono l'8 giugno per durare fino al luglio 1936; a metà agosto, vennero girate delle scene addizionali per il completamento del film.

### Sonoro
Douglas Shearer, direttore del settore registrazioni della MGM, registrò il film in monofonia, usando il Western Electric Sound System.